# Heteromysoides stenoura
Heteromysoides stenoura is een aasgarnalensoort uit de familie van de Mysidae. De wetenschappelijke naam van de soort is voor het eerst geldig gepubliceerd in 2004 door Hanamura & Kase.